# Кузнецовская (Вельский район)
Кузнецовская — деревня в Вельском районе Архангельской области. Входит в состав муниципального образования «Липовское».

## География
Деревня расположена в 123 километрах на северо-запад от Вельска, на берегу озера Верхопуйское. Ближайшие населённые пункты: на востоке село Георгиевское, на юго-западе, на противоположенном берегу озера, деревни Колоколовская и Сидоровская.
Часовой пояс
Кузнецовская, как и вся Архангельская область, находится в часовой зоне МСК (московское время). Смещение применяемого времени относительно UTC составляет +3:00.

## Население
| 2002 | 2010 | 2012 | 2014 |
| ---- | ---- | ---- | ---- |
| 79   | ↘50  | ↗56  | ↗59  |

## Инфраструктура
В 1,5 километрах от деревни проходит автодорога «Долматово — Няндома — Каргополь» (Р2).

## История
Указана в «Списке населённых мест по сведениям 1859 года» в составе Вельского уезда Вологодской губернии под номером «2231» как «Кузнецовское». Насчитывала 14 дворов, 44 жителя мужского пола и 51 женского.